# معشوق
معشوق واژه‌ای عربی به معنای فرد مذکری است که مورد عشق قرار گرفته و در مقابل وی عاشق قرار دارد. معشوق مونث را معشوقه می‌نامند. در ادبیات برخلاف واژه معشوقه که تنها وصف زن است، واژه معشوق در وصف هر دو جنس زن و مرد به‌کار می‌رود

## در ادبیات فارسی
در ادبیات فارسی برخلاف تصور رایج، عموماً استنباط از معشوق، مشابه معنای لغوی‌اش، یک مرد است. در مواردی دیگر اصطلاحاً «مرید و مراد» نیز گفته می‌شود. مانند رابطه بین مولانا و شمس.

## در عرفان و تصوف
نمونه اشعار:
| معشوق چو نقاب ز رخ برنمی‌کشد |  | هر کس حکایتی به تصور چرا کند |
| — حافظ                      |  |                              |

| در دل که عشق نبود معشوق کی توان یافت |  | جایی که جان نباشد جانان چه کار دارد |
| هر کسی را نام معشوقی که هست          |  | می‌برد، معشوق ما را نام نیست         |
| — فخرالدین عراقی                     |  |                                     |

| حلقهٔ معشوق گیر و وقف کن             |  | بر در او جان غم فرسود خویش     |
| چون رخ معشوق را نه شبه و نه مثل است |  | سلطنت عشق را نه سر نه کران است |
| — عطار                              |  |                                |